# Луков, Владимир Викторович
Владимир Викторович Луков (5 июля 1957, Ростов-на-Дону — 28 января 2022, там же) — российский физикохимик, доктор химических наук, профессор кафедры физической и коллоидной химии химического факультета ЮФУ.

## Биография
Окончил химический факультет Ростовского университета (1979), там же защитил кандидатскую (1983) и докторскую (2000) диссертации. С 2000 г. — профессор кафедры физической и коллоидной химии РГУ (ЮФУ).
Научные работы посвящены химии координационных соединений переходных металлов с органическими лигандами, магнетохимии би- и полиядерных обменных кластеров — комплексов переходных металлов с гидразонами и основаниями Шиффа.
Автор более 130 статей в отечественных и зарубежных научных журналах. Один из наиболее цитируемых химиков России.

## Краткая библиография
- Коган В. А., Зеленцов В. В., Ларин Г. М., Луков В. В. Комплексы переходных металлов с гидразонами. Физико-химические свойства и строение. — М.: Наука, 1990. — 112 с.
- Коган В. А., Луков В. В. Физическая химия: Курс лекций. — Ростов н/Д.: Изд-во Рост. ун-та, 2006. — 256 с.
- Луков В. В., Щербаков И. Н. Физические методы исследования в химии. — Ростов н/Д.: Изд-во Южного федерального ун-та, 2016. — 213 с.